# Yellowjackets (TV-serie)
Yellowjackets är en amerikansk äventyrsdramaserie från 2021 vars första säsong består av 10 avsnitt. Den andra säsongen, som består av 9 avsnitt, hade premiär på SkyShowtime den 25 mars 2023. Serien är skapad av Ashley Lyle och Bart Nickerson.
I december 2022 meddelades att serien har fått kontrakt på en tredje säsong.

## Handling
Serien utspelar sig både år 1996 och i nutid och kretsar kring  en grupp tonåriga lovande kvinnliga fotbollsspelare som 1996 är med i en flygkrasch i kanadensiska vildmarken. För att överleva måste de lära sig att samverka. Parallellt följer serien några av kvinnorna 25 år senare och hur de hanterar minnena från förr.

## Roller i urval
- Melanie Lynskey - Shauna Shipman. 
  - Sophie Nélisse - Shauna Shipman som ung
- Tawny Cypress - Taissa Turner 
  - Jasmin Savoy Brown - Taissa Turner som ung
- Simone Kessell - Lottie
  - Courtney Eaton - Lottie som ung
- Ella Purnell - Jackie Taylor
- Christina Ricci - Misty Quigley.
- Juliette Lewis - Natalie "Nat" Scatorccio
  - Sophie Thatcher - Nat som ung
- Lauren Ambrose  - Vanessa "Van" Palmer (säsong 2)
- Alex Wyndham - Kevyn Tan
- Elijah Wood - Walter (säsong 2)